# شرور صادق
شرور صادق (به تامیلی: Uttama Villain) فیلمی محصول سال ۲۰۱۵ و به کارگردانی رامش آراویند است. در این فیلم بازیگرانی همچون کمال حسن، کی. بالاچاندر، کی. ویسوانت، اورواشی، جایارام، آندریا جرمیا، پوجا کومار، پارواتی، نثار و پارواتی نایر ایفای نقش کرده‌اند.